# Západní Německo na Zimních olympijských hrách 1984
Západní Německo na Zimních olympijských hrách 1984 reprezentovalo 84 sportovců (69 mužů a 15 žen) v 10 sportech.

## Medailisté
| Medaile | Jméno                                                   | Sport   | Disciplína              |
| ------- | ------------------------------------------------------- | ------- | ----------------------- |
| Zlato   | Peter Angerer                                           | Biatlon | Muži 20 km              |
| Zlato   | Hans Stanggassinger Franz Wembacher                     | Saně    | Muži dvojice            |
| Stříbro | Peter Angerer                                           | Biatlon | Muži 10 km sprint       |
| Bronz   | Ernst Reiter Walter Pichler Peter Angerer Fritz Fischer | Biatlon | Muži štafeta 4 x 7,5 km |